# 콘스탄티노폴리스의 소크라티스
소크라티스 스홀라스티코스(Greek: Σωκράτης ὁ Σχολαστικός)라 알려진 콘스탄티노폴리스의 소크라티스(경 380 – 439 이후)는  5세기 그리스인 기독교 교회사가로 소조메노스, 테오도레토스와 동시대인이었다.
그는 305년에서 439년 사이의 고대 기독교 후기의 역사를 다루는 '교회사'("Church History", Ἐκκλησιαστική Ἱστορία)의 저자이다.